# Штреймиките-Вирбицкене, Юргита
Юргита Штреймиките-Вирбицкене (лит. Jurgita Štreimikytė-Virbickienė; родилась 14 мая 1972 в Алитусе, Литовская ССР, СССР) — литовская баскетболистка, выступавшая в амплуа форварда. Неоднократный участник многих международных соревнований в составе сборной Литвы по баскетболу, чемпионка Европы 1997. Награждена Орденом Великого князя Литовского Гедиминаса, член Зала славы ФИБА (2022).

## Биография

### Клубный период
Штреймиките Юргита первые свои шаги в профессиональном баскетболе начала в Вильнюсе. В 22 года она уехала выступать за один из лучших клубов французского баскетбола «УСВО» из Валансьена и с первого же сезона (1994/95) она стала лидером клуба, команда впервые участвовала в «Финале четырёх» Евролиги ФИБА, заняв 4-е место. В том розыгрыше Юргита была лучшая в команде по очкам — 18,7, подборам — 9,9 и перехватам — 2,1 в среднем за матч. В сезоне 1997/98 она снова с «УСВО» выходит в «Финал четырёх» Евролиги, где команда опять занимает 4-е место, а Юргита снова лучшая в команде.
В 1998 году Юргита перебирается в Италию, играть за одного из лидеров европейского баскетбола «Джинастика Коменсе». За 4 года выступления Штреймиките становилась двукратной чемпионкой Италии и серебряным призёром Евролиги 1998/99.
Затем баскетболистка вернулась на родину, выступать за вильнюсскую команду «Лиeтувос Телекомас». Здесь она внесла ощутимый вклад в победы клуба, становлении его, как гранда прибалтийского баскетбола. Все успехи команды неотрывно связаны с её капитаном Юргитой Штреймиките-Вирбицкене: 8 побед в чемпионате Литвы и Балтийской лиге, бронзовый призёр Евролиги 2004/05. Ещё одним штрихом в её биографии стоит Мировая лига по баскетболу 2007, где Юргита является творцом сенсации турнира, когда «ТЕО» обыграл сборную WNBA (79:76), в которой блистали 5 будущих олимпийских чемпионок 2008 года. Также в биографии баскетболистки есть и месячная аренда в «Спартаке» из Видного, она играла в четвертьфинале плей-оффа чемпионата России, в Финале восьми кубка России и, что самое главное, наконец-то стала победительницей Евролиги ФИБА.
В марте 2007 года, в ходе игры, она получает травму, после которой принимает решение о завершении карьеры баскетболистки. Но когда начался очередной сезон 2007/08, Юргиту уговорили снова вернуться на площадку и помочь «ТЕО» в различных турнирах. Вплоть до 2010 года Юргита каждый раз перед очередным новым сезоном принимала решение поиграть ещё один год. Как сказал главный тренер «Спартака» Ласло Ратгебер:

"Штреймиките — как хорошее вино. Чем старше, тем лучше."

25 апреля 2010 года состоялся последний матч в карьере баскетболистки, в этот день «ТЕО» в третьем матче финала чемпионата Литвы обыграл «Цесис». Юргита за 34 минуты матча (3-й показатель в команде) набрала 8 очков, сделала 8 подборов и отдала 3 передачи. Через 20 дней ей исполнилось 38 лет.

#### ВНБА
Юргита Штреймиките является первой литовской баскетболисткой, попавшей на драфт ВНБА. В 2000 году она получила 26-е место и уже в этом году играла за новичка баскетбольной лиги «Индиана Фивер». За три сезона, проведенные за океаном, самым успешным был последний, команда участвовала в финале конференции, где уступила «Коннектикут Сан» в серии 0-2.
| Клуб                           | Сезон | Чемпионат | Чемпионат | Чемпионат | Чемпионат | Плей-офф | Плей-офф | Плей-офф | Плей-офф |
| Клуб                           | Сезон | Игр       | Очк       | Подб      | Перед     | Игр      | Очк      | Подб     | Перед    |
| ------------------------------ | ----- | --------- | --------- | --------- | --------- | -------- | -------- | -------- | -------- |
| «Индиана Фивер» (Индианаполис) | 2000  | 27        | 4,5       | 2,6       | 1,6       |          |          |          |          |
| «Индиана Фивер» (Индианаполис) | 2001  | 27        | 9,1       | 5,1       | 1,9       |          |          |          |          |
| «Индиана Фивер» (Индианаполис) | 2005  | 34        | 5,5       | 3,0       | 0,9       | 4        | 4,5      | 4,5      | 1,3      |

### Сборная
В 1995 году Юргита получила приглашение в национальную сборную на чемпионат Европы, где в первом же матче со сборной Италии показала блестящую игру, за 34 минуты набрала больше всех очков — 22 — и сделала 6 подборов. По итогам первенства Юргита (моложе которой была только одна баскетболистка сборной) имела второй показатель в команде по набранным очкам — 12,1 — и лучший показатель по подборам — 5 в среднем за игру.
Через два года сборную Литвы ждал триумф на чемпионате Европы в Венгрии, где Штреймиките сыграла ключевую роль. Вначале она помогла сборной пройти квалификационный раунд с высокими показателями — 35,2 минуты, 24,2 очка, 10,8 подбора. После этого, в финальном раунде, набирая в среднем 19,5 очка, 6,5 подбора, 1,4 передачи, она снова была лучшей в команде по всем основным характеристикам. По итогам чемпионата Юргита была признана MVP турнира.
В 1998 году состоялся дебют сборной Литвы на в чемпионатах мира, где команда выступила достойно, проиграв в 1/4 финала сборной Бразилии 70:72, и заняла 6-е место. Штреймиките снова была однозначным лидером команды (15,9 очка, 8,3 подбора) и в дальнейшем оставалась её лучшим игроком на соревнованиях всех уровней. Последним турниром в её карьере в сборной стал чемпионат мира 2006 года: в свои 34 года (самая возрастная в команде) она имела третий показатель по количеству минут, проведенных на площадке — 29,1, при этом набрав 107 очков и сделав 58 подборов (лучшие показатели в команде).
12 августа 2007 года во время проведения товарищеского матча между сборными Литвы и Польши состоялись торжественные проводы Юргиты Штреймиките-Вирбицкене из национальной сборной, где президент Литовский Федерации баскетбола Владас Гарастас подарил ей специальный кубок, сделанный специально к этому мероприятию, а подруги по команде подарили майку сборной с автографами игроков. В 2009 году она снова получила приглашение от федерации баскетбола принять участие в подготовке к Чемпионату Европы, но боль в ноге не дала возможность 37-и летней Юргите участвовать в турнире.

### Статистика выступлений за сборную Литвы (средний показатель)
| Сборная | Сезон | Место | Чемпионат | Чемпионат | Чемпионат | Чемпионат |
| Сборная | Сезон | Место | Игр       | Очк       | Подб      | Перед     |
| ------- | ----- | ----- | --------- | --------- | --------- | --------- |
| ЧМ      | 1998  | 6     | 9         | 15,9*     | 8,3*      | 2,0       |
| ЧМ      | 2006  | 6     | 8         | 13,4      | 7,2*      | 2,5       |
| ЧЕ      | 1995  | 5     | 9         | 12,1      | 5,0*      | 0,3       |
| ЧЕ      | 1997  | 1     | 8         | 19,5*     | 6,5*      | 1,4*      |
| ЧЕ      | 1999  | 6     | 8         | 13,1      | 6,2*      | 2,8*      |

* — лучший показатель в команде

### Тренер
После завершении карьеры игрока Юргита получила предложение от родного клуба поработать в качестве помощника главного тренера. Когда в 2012 году «ВИЧИ Аистес» прекратил своё сосуществование, Штреймиките перешла в вильнюсский клуб «Кибиркштис-Тиче». С сезона 2013/14 она занимала пост главного тренера этой команды.

## Достижения

### Игрок
- Чемпион Европы: 1997
- Победитель Евролиги: 2009
- Серебряный призёр Евролиги: 1998
- Бронзовый призёр Евролиги: 2005
- Серебряный призёр чемпионата Франции: 1996, 1997, 1998
- Чемпион Италии: 1999, 2002
- Серебряный призёр чемпионата Италии: 2001
- Бронзовый призёр чемпионата Италии: 2000
- Обладатель  кубка Италии: 2000
- Чемпион Литвы: 2003, 2004, 2005, 2006, 2007, 2008, 2009, 2010
- Серебряный призёр чемпионата России: 2009
- Победитель Балтийской лиги: 2003, 2004, 2005, 2006, 2007, 2008, 2009, 2010

### Тренер
- Чемпион Литвы: 2014
- Победитель Балтийской лиги: 2014

## Личная жизнь
Юргита замужем за Дайнюсом Вирбицкасом,  литовским бегуном на длинные дистанции, участвовавшим в марафоне на Летней Олимпиаде — 1996 в Атланте. У них есть сын — Томас.